# Godmanchester (Royaume-Uni)
Pour l’article homonyme, voir Godmanchester (Québec).
Godmanchester est une petite ville et une paroisse civile du Huntingdonshire, district du Cambridgeshire, en Angleterre.
Le village est sur le site de la ville romaine de Durovigutum. Il y a des preuves d'habitation par les Celtes avant l'etablissement de la ville romaine, donc la région est probablement habitée depuis 2000 ans. La ville était au carrefour d'Ermine Street, de la Via Devana et d'une route militaire de Sandy. La ville romaine a été saccagée par les Anglo-Saxons au IIIe siècle.

## Jumelages
La ville, avec Huntingdon, est jumelée avec :
- Salon-de-Provence (France) depuis 1976 ;
- Wertheim (Allemagne) depuis 1981[2] ;
- Szentendre (Hongrie) depuis 1996 ;
- Gubbio (Italie) depuis 2013.